# Ubisoft Chengdu
Ubisoft Chengdu is een computerspelontwikkelaar gevestigd in Chengdu, China. Het bedrijf werd in september 2007 opgericht als dochteronderneming van Ubisoft.

## Ontwikkelde spellen
| Release | Titel                                 | Platform                         |
| ------- | ------------------------------------- | -------------------------------- |
| 2010    | Scott Pilgrim vs. the World: The Game | PlayStation 3, Xbox 360          |
| 2011    | The Smurfs & Co.                      | Facebook                         |
| 2013    | The Smurfs & Co.: Spellbound          | Facebook                         |
| 2013    | Rayman Legends                        | Windows-port                     |
| 2013    | Flashback                             | Windows-port                     |
| 2013    | Might & Magic Raiders                 | Windows                          |
| 2014    | Assassin's Creed Unity                | PlayStation 4, Windows, Xbox One |
| 2014    | Assassin's Creed Rogue                | PlayStation 3, Windows, Xbox 360 |
| 2015    | Monkey King Escape                    | Android, iOS                     |
| 2015    | Assassin's Creed Syndicate            | PlayStation 4, Windows, Xbox One |
| 2017    | Rabbids Crazy Rush                    | Android, iOS                     |
| 2017    | For Honor                             | PlayStation 4, Windows, Xbox One |
| 2017    | Far Cry 5                             | PlayStation 4, Windows, Xbox One |
| 2018    | The Crew 2                            | PlayStation 4, Windows, Xbox One |
| N.n.b.  | Skull & Bones                         | PlayStation 4, Windows, Xbox One |